# 海野棟綱
海野 棟綱（うんの むねつな、生没年不詳）は戦国時代の武将。信濃国の豪族。東信濃を古くから支配していた滋野三家の嫡流である海野家の当主で小県郡海野庄太平寺（現・東御市本海野字太平寺）を本拠としていた。海野幸棟の子。真田幸綱（系図上では「幸隆」）は棟綱娘の子、もしくは娘婿とする説がある。

## 略歴
大永7年（1527年）、海野氏族の高野山参詣時の宿坊を蓮華定院とする契状を出す。天文10年（1541年）の海野平の戦いでは武田・村上・諏訪連合軍に敗れる。この戦いで領地と子息の幸義を失う。
『神使御頭之日記』によれば関東管領・山内上杉家を頼り真田幸綱ら少数の一族の者を率いて上野国へ逃れる。棟綱の要請で行われた箕輪城主・長野業政の佐久出兵に同行したと思われるが、領地回復は成功しなかった。
その後については史料がなく、没年もはっきりしない。一説では、上野国吾妻郡の海野氏系羽尾氏の庇護下にあったとされ、羽尾幸全の子の幸光・輝幸兄弟は、後に海野家を継承したとして海野姓を名乗る。

## 小説
- 南原幹雄『太陽を斬る』(PHP文庫)